# Бывшие. Happy End
«Бы́вшие. Happy End» — российский драматический фильм видеосервиса «START» и компании «Yellow, Black and White», прямое продолжение сериала «Бывшие». Режиссёром фильма является Антон Мегердичев.
Фильм вышел в прокат 22 декабря 2022 года. А показ фильма состоялся 19 декабря 2022 года в Москве в кинотеатре «Каро 11 Октябрь». А 9 февраля 2023 года фильм вышел в онлайн-кинотеатрах «START», «Okko» и в видеосервисах «Wink» и «Premier».

## Сюжет
Яна и Илья зависимые, она — от наркотиков, он — от алкоголя. Они познакомились в реабилитации. По правилам им нужно держаться подальше друг от друга, если они хотят оставаться трезвыми. Но чувства, вспыхнувшие между ними, не дают им этого сделать. Они срывались, расставались, искали счастье с другими, но чем дальше убегали от любви, тем больше их тянуло друг к другу. История, которую Илья и Яна проживут в фильме, позволит им наконец-то выбраться из замкнутого круга, даст шанс на выздоровление и подарит надежду на хеппи-энд.

## В ролях
| Актёр             | Роль                               |
| ----------------- | ---------------------------------- |
| Любовь Аксёнова   | Яна Миронова                       |
| Денис Шведов      | Илья Русаков                       |
| Наталья Рогожкина | Ирина Михайловна Миронова мать Яны |
| Сергей Ланбамин   | Виктор Куровский любовник Ирины    |
| Эра Зиганшина     | Нина Егоровна Лобова мать Кирилла  |
| Петар Зекавица    | Максим Громов                      |
| Анастасия Лапина  | Маша                               |
| Алексей Колубков  | ведущий                            |
| Карина Базарова   | стюардесса                         |
| Ника Борисова     | медсестра Люда                     |
| Анатолий Петченко | доктор                             |
| Никита Фомин      | консультант                        |
| Татьяна Грущак    | соседка квартиры                   |
| Дания Стёпкина    | Даша                               |